# Curtiss-Wright XP-55 Ascender
Il Curtiss-Wright XP-55 Ascender fu un aereo da caccia sviluppato dall'azienda aeronautica statunitense Curtiss-Wright nei primi anni quaranta e rimasto allo stadio di prototipo.
Assieme agli XP-54 e XP-56, venne realizzato in seguito alla proposta R-40C del 27 novembre 1939 da parte del United States Army Air Corps (USAAC) per un aereo non convenzionale. Altamente inusuale per il suo periodo, aveva configurazione canard, il gruppo motoelica montato posteriormente, ala a freccia e due code verticali. A causa della configurazione spingente, venne sarcasticamente rinominato "Ass-ender" (Ass vuol dire sedere in inglese). Come l'XP-54, l'Ascender venne inizialmente progettato per l'uso del motore Pratt & Whitney X-1800. Il motore dovette essere rielaborato quando lo stesso progetto per l'X-1800 fu cancellato. Fu il primo aereo da caccia Curtiss ad usare un carrello d'atterraggio triciclo anteriore.

## Storia del progetto

### Premesse
Agli inizi degli anni trenta lo sviluppo tecnologico statunitense nel campo dell'aviazione militare risultava statico e legato allo sviluppo di modelli dall'impostazione classica senza l'introduzione di nuove idee. Il 1934 vide l'introduzione nel servizio operativo del nuovo Martin B-10, modello che costituì una decisiva svolta tecnologica nella realizzazione dei bombardieri, raggruppando una quantità di diverse soluzioni tecniche caratteristiche che nel 1932 faranno conferire alla Martin ed al suo progettista Peyton M. Magruder il Collier Trophy.
Le proposte di velivoli con compiti di intercettazione continuarono al contrario a seguire uno schema classico con le aziende costruttrici più impegnate alla maggior ottimizzazione di tecnologie e parti riutilizzabili in altri modelli che nella ricerca, una situazione che vedeva invece un notevole sviluppo in quella tedesca, impegnata nella ricostituzione della propria arma aerea. L'USAAC decise allora di invertire questa tendenza cercando di integrare i migliori prodotti in campo aeronautico ed emettendo delle specifiche che, pur imponendo l'utilizzo di alcuni accorgimenti tecnici, potessero essere liberi nell'espressione tecnologica ed aperti a qualsiasi soluzione nella configurazione alare o nella quantità e posizione delle unità motrici. Una commissione esaminatrice avrebbe valutato ogni singola proposta attribuendo un punteggio, il cui valore massimo era di 1 000 punti, attribuito ai vari aspetti del progetto e per stabilire quale fosse più promettente.
La specifica, indicata come R-40C, venne emessa il 27 novembre 1939, suscitando molto interesse da parte del settore aeronautico nazionale, con la US Army che ricevette non meno di 50 progetti preliminari, molti dei quali scartati già nella prima fase di verifica. Prima della fine dell'anno successivo la direzione tecnica dell'esercito statunitense decise infine di concedere fiducia alle proposte presentate da Bell Aircraft Corporation, l'XP-52 che venne cancellato per l'indisponibilità del propulsore previsto, Curtiss-Wright, Northrop Corporation, con l'XP-56 Black Bullet, e Vultee Aircraft, con l'XP-54.

### CW-24

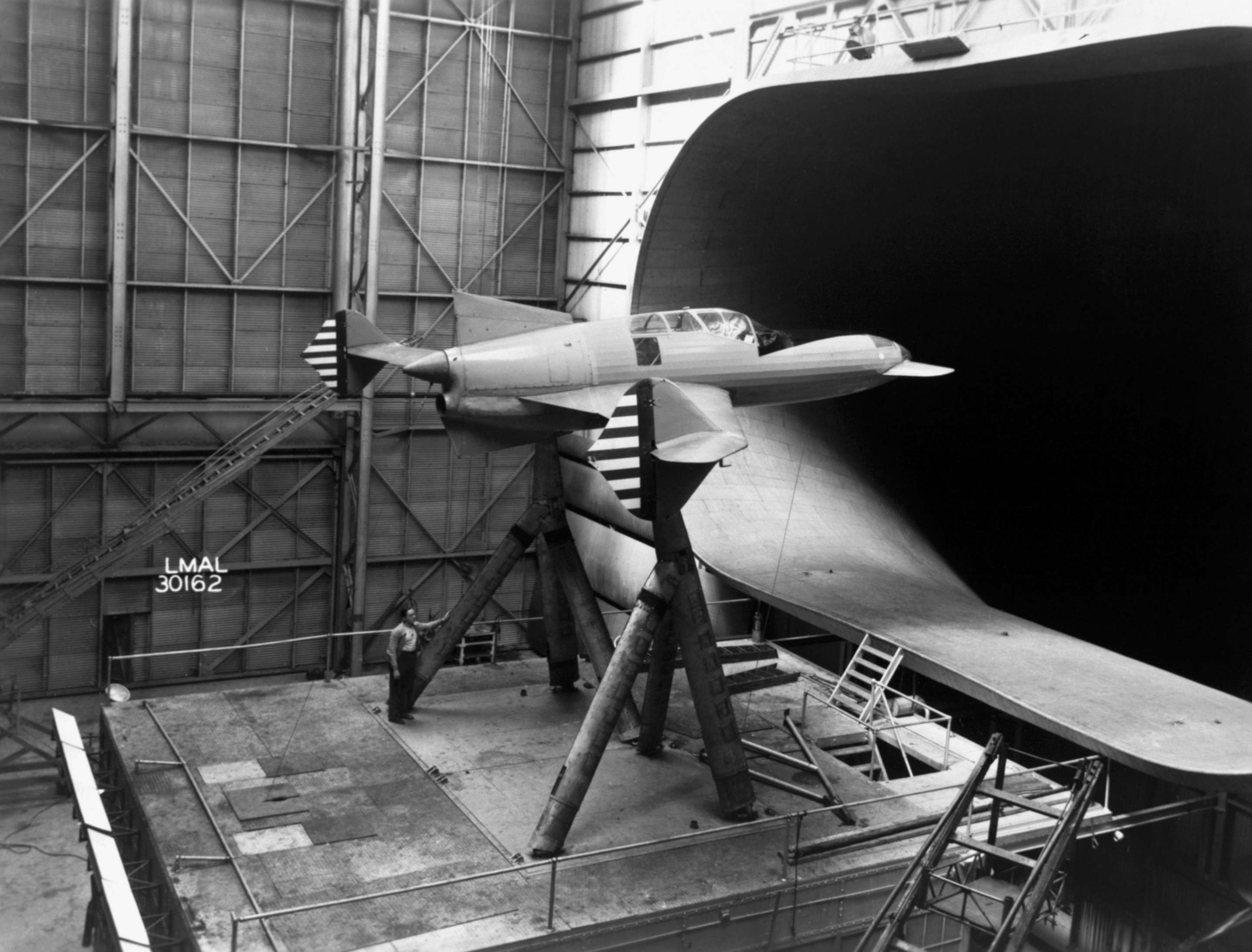
Il Curtiss CW-24B durante i test in galleria del vento alla base di Langley.

Il 22 giugno 1940, la Curtiss-Wright stipulò con la United States Army, l'esercito statunitense, un contratto relativo allo sviluppo preliminare di un nuovo velivolo sperimentale da testare, con modello propulso a scala ridotta, in galleria del vento, progetto al quale le autorità militari della sua componente aerea (USAAC) assegnarono, in base alle convenzioni allora vigenti, la designazione P-55.
Il servizio tecnico USAAC, tuttavia, dichiarandosi non completamente soddisfatto del risultato di questa iniziale serie di test esortò di conseguenza la Curtiss-Wright a iniziare, su propria iniziativa, un nuovo sviluppo, indicando il nuovo modello con la designazione aziendale CW-24B, destinato a diventare un velivolo sperimentale volante in scala 1:1.
L'ufficio tecnico dell'azienda, supervisionato dall'ingegnere Donovan Berlin, elaborò un prototipo volante realizzato con fusoliera in tubi d'acciaio saldati ricoperta da tela trattata, abbinata a un'ala monoplana caratterizzata da piani alari in legno con pianta leggermente a freccia, mentre per spingere il velivolo decise di adottare un propulsore di potenza limitata, un motore Menasco C68-5 a 6 cilindri in linea rovesciati, raffreddato ad aria capace di soli 275 hp (205 kW). Inoltre, data la natura sperimentale del velivolo, venne dotato di un carrello d'atterraggio fisso.

### XP-55
Il 10 luglio 1942, la subentrata United States Army Air Forces sottoscrisse un contratto di fornitura per tre esemplari, prototipi da avviare a prove di valutazione comparative, modello al quale venne assegnata la designazione ufficiale XP-55, e indicati con numero seriale da 42-78845 a 42-78847. Durante questo periodo, il motore inizialmente scelto per equipaggiare le unità, il Pratt & Whitney X-1800 caratterizzato da un'architettura ad H e dotato delle innovative valvole a fodero, si rivelò di difficoltosa messa a punto subendo gravi ritardi nella fase di sviluppo che alla fine portarono all'annullamento dello stesso. L'azienda, data l'indisponibilità, decise quindi di utilizzare l'Allison V-1710 da 1 000 hp (750 kW), propulsore V12 a cilindri rovesciati raffreddato a liquido, convenzionale ma dall'affidabilità oramai certa. L'armamento inizialmente previsto si basava su una coppia di cannoncini automatici Hispano-Suiza HS.404 calibro 20 mm (0.79 in) di produzione locale abbinata a due mitragliatrici Browning M2 calibro 12,7 mm (0.50 in). Tuttavia durante la fase di costruzione del mockup venne deciso di equipaggiare il modello con un motore più potente, la versione V-1710-95 in grado di esprimere 1 275 hp (951 kW), e un armamento più pesante, sostituendo la coppia di Browning M2 con altri due HS.404.
Una delle particolarità tecniche distintive del progetto fu l'adozione di un dispositivo che permetteva di separare l'elica in volo, la quale, data la sua collocazione all'apice posteriore della fusoliera, poteva costituire un grave pericolo per il pilota se in caso di necessità avesse deciso di paracadutarsi fuori della cabina, con il rischio di ferirsi gravemente interferendo con le pale in rapida rotazione. Il dispositivo di distacco, azionato a leva dal pilota all'interno dell'abitacolo, era stato concepito dall'ingegnere W. Jerome Peterson mentre lavorava come progettista per Curtiss-Wright.

## Impiego operativo

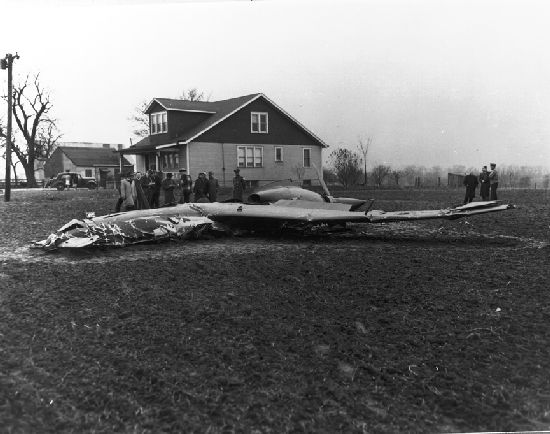
Il primo XP-55 (S/N 42-78845) dopo lo schianto a terra.

Il primo XP-55 (42-78845) fu completato il 13 luglio 1943 conservando la stessa configurazione aerodinamica dell'evoluzione finale del prototipo CW-24B. Il velivolo venne portato in volo per la prima volta da J. Harvey Gray, pilota collaudatore dell'azienda, il 19 luglio successivo dalla base US Army di Scott Field, sita 25 mi (40 km) ad Est degli stabilimenti Curtiss-Wright di Saint Louis. Le iniziali prove di volo non furono tuttavia del tutto soddisfacenti, rivelando una corsa in fase di decollo eccessivamente lunga; per cercare di risolvere il problema l'ufficio tecnico intervenne su due particolari aerodinamici: anteriormente, aumentando la superficie degli equilibratori delle alette canard, e posteriormente introducendo dei compensatori che interagendo con gli ipersostentatori sul bordo d'uscita del piano alare permettevano un migliore equilibrio quando erano abbassati.
Qualche mese più tardi, il 15 novembre 1943, il primo prototipo (S/N 42-78845) fu perso per un incidente: il collaudatore Harvey Gray stava effettuando un programma di prove in quota quando, verificando le risposte del velivolo in condizioni di stallo aerodinamico, improvvisamente l'XP-55 si capovolse e iniziò una incontrollabile discesa invertita. Gray, dopo aver tentato di riprendere il controllo per 16 000 ft (4 900 m), si paracadutò prima che il velivolo si distruggesse al suolo.
Dato che il secondo XP-55 (S/N 42-78846) era in uno stadio troppo avanzato, si decise di terminarlo intervenendo solo su alcune sue parti e decidendo di procedere a nuove prove di stallo rimuovendole dal programma di test. Il velivolo risultò molto simile al  predecessore, tranne nelle superfici di controllo anteriori; si incrementò ulteriormente l'area degli equilibratori, e si modificarono compensatori e ipersostentatori in quelle posteriori.

## Utilizzatori
Stati Uniti
- United States Army Air Forces

### Riviste
- (EN) A Curtiss Ascender, in Flight, 5 aprile 1945,  pp. 360-1. URL consultato il 3 marzo 2012.